# Thom Mayne
Thom Mayne (Waterbury, 19 gennaio 1944) è un architetto statunitense.
Ha ricevuto diversi riconoscimenti per il suo lavoro.
Studiò alla Università di Harvard, e nel 1972 Mayne fu uno dei fondatori dell'Istituto di Architettura della California meridionale (Southern California Institute of Architecture, in sigla SCI-ARC). Insegna allo SCI-ARC e all'Università della California, e dirige lo studio Morphosis Architects, un rinomato studio di architettura con sede a Santa Monica (California). Nel marzo del 2005 ricevette il premio Pritzker.

## Lo studio Morphosis
Thom Mayne, con Livio Santini, James Stafford e Michael Bricklerassieme, fondò Morphosis nel 1972; Michael Rotondi si unì a loro nel 1975. Lo studio è nato per sviluppare un'architettura che si mantenga fuori dai limiti delle forme tradizionali. All'inizio si trattava come una informale collaborazione di progettisti che lavoravano su progetti non architettonici, il loro primo lavoro su commissione fu una scuola di Pasadena frequentata dal figlio di Mayne. La pubblicità seguita alla realizzazione di questo edificio portò allo studio numerosi incarichi per il progetto di edifici residenziali, inclusa la Lawrence Residence.
Da allora, Morphosis è diventato uno dei più grandi studi di architettura degli Stati Uniti, con progetti a livello mondiale.

## Filosofia della progettazione
La filosofia progettuale di Morphosis sorge dall'interesse nella realizzazione di opere con un significato che può essere compreso "assorbendo" la cultura per la quale l'opera è stata fatta. Questa è in opposizione alla filosofia tradizionale che sovrappone influenze esterne distanti dal caso particolare dell'edificio da realizzare.
La parola greca morphosis, da cui è derivato il nome dello studio vuol dire "formare o essere in formazione": seguendo questo principio lo studio lavora rispondendo alle dinamiche culturali e sociali del mondo moderno.
Il lavoro di Morphosis è stratificato. La progettazione spesso include molti sistemi di organizzazione dai quali si cerca un'unica espressione che contribuisce a creare un tutt'uno. Alla vista, il lavoro dell'architetto include  forme scultoree che appaiono molto complicate. Attualmente il lavoro di calcolo è divenuto più semplice grazie ai nuovi sistemi computerizzati.

## Premi e onorificenze
- Membro della giuria del Prix Versailles / 2015[2]
- Top Ten Green Project Award, American Institute of Architects Committee on the Environment / 2007
- Premio Pritzker / 2005
- Chrysler Design Award of Excellence / 2001
- Los Angeles Gold Medal, Istituto Americano di Architettura / 2000
- Alumni of the Year, University of Southern California / 1995
- Brunner Prize or Award in Architecture, Accademia Americana per le Arti e le Lettere / 1992
- Member Elect, Accademia americana Design / 1992
- Eliel Saarinen Chair, Yale School of Architecture, Yale University / 1991
- Elliot Noyes Chair, Harvard University Graduate School of Design / 1988
- Rome Prize Fellowship, American Academy in Rome, Italy / 1987

## Maggiori progetti

### Completati
- 41 Cooper Square, New York, 2009

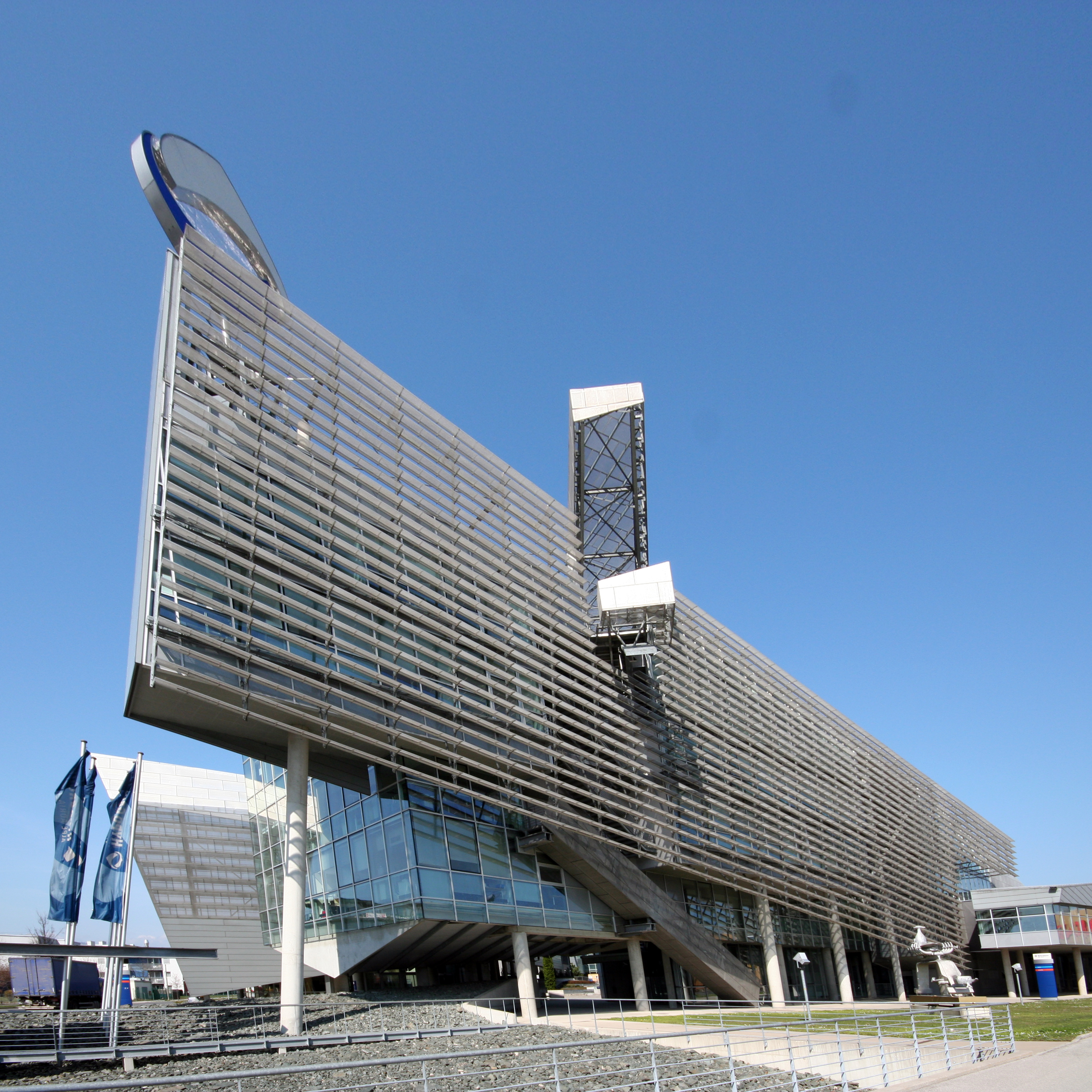
Hypo Group Alpe Adria, Klagenfurt

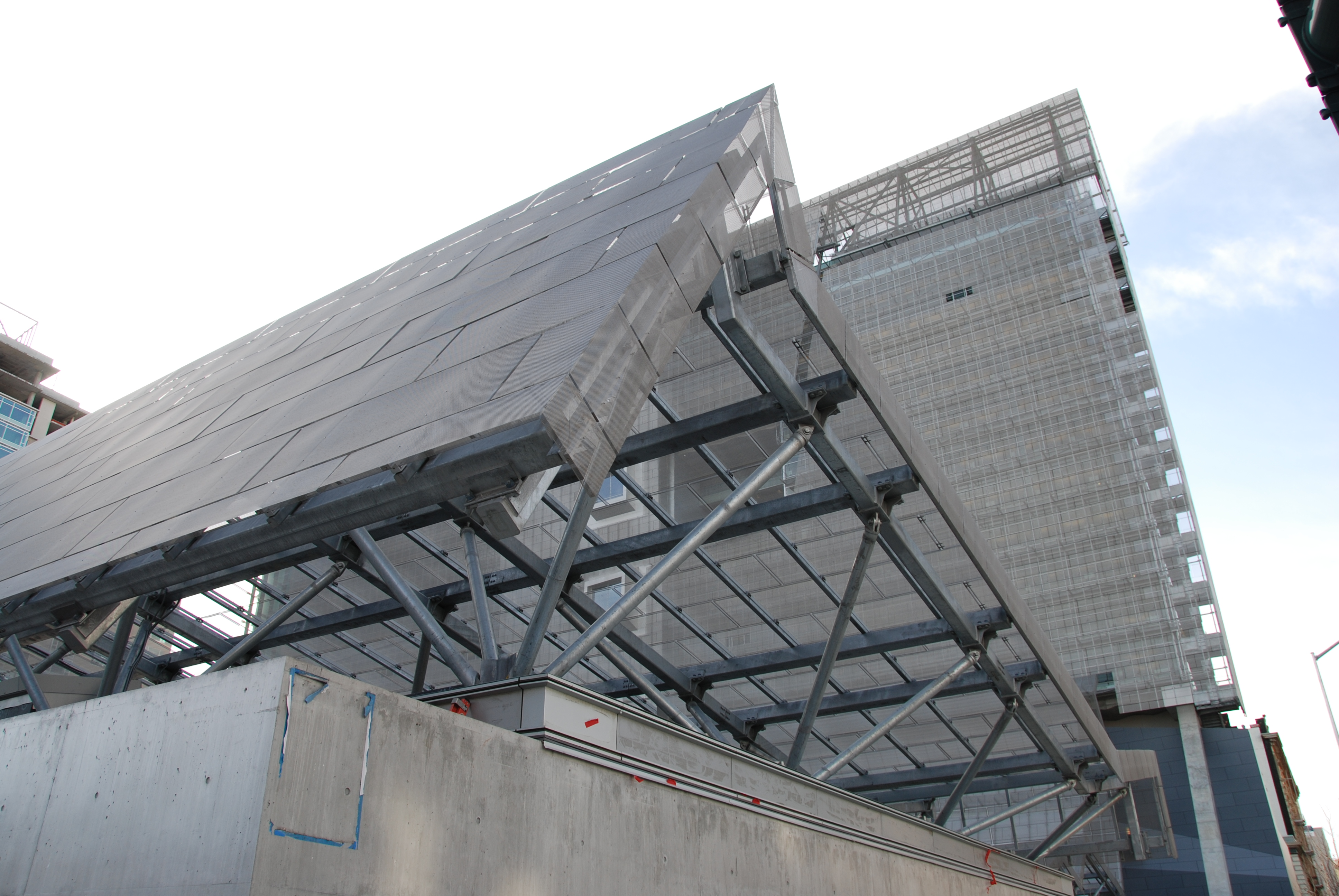
San Francisco Federal Building

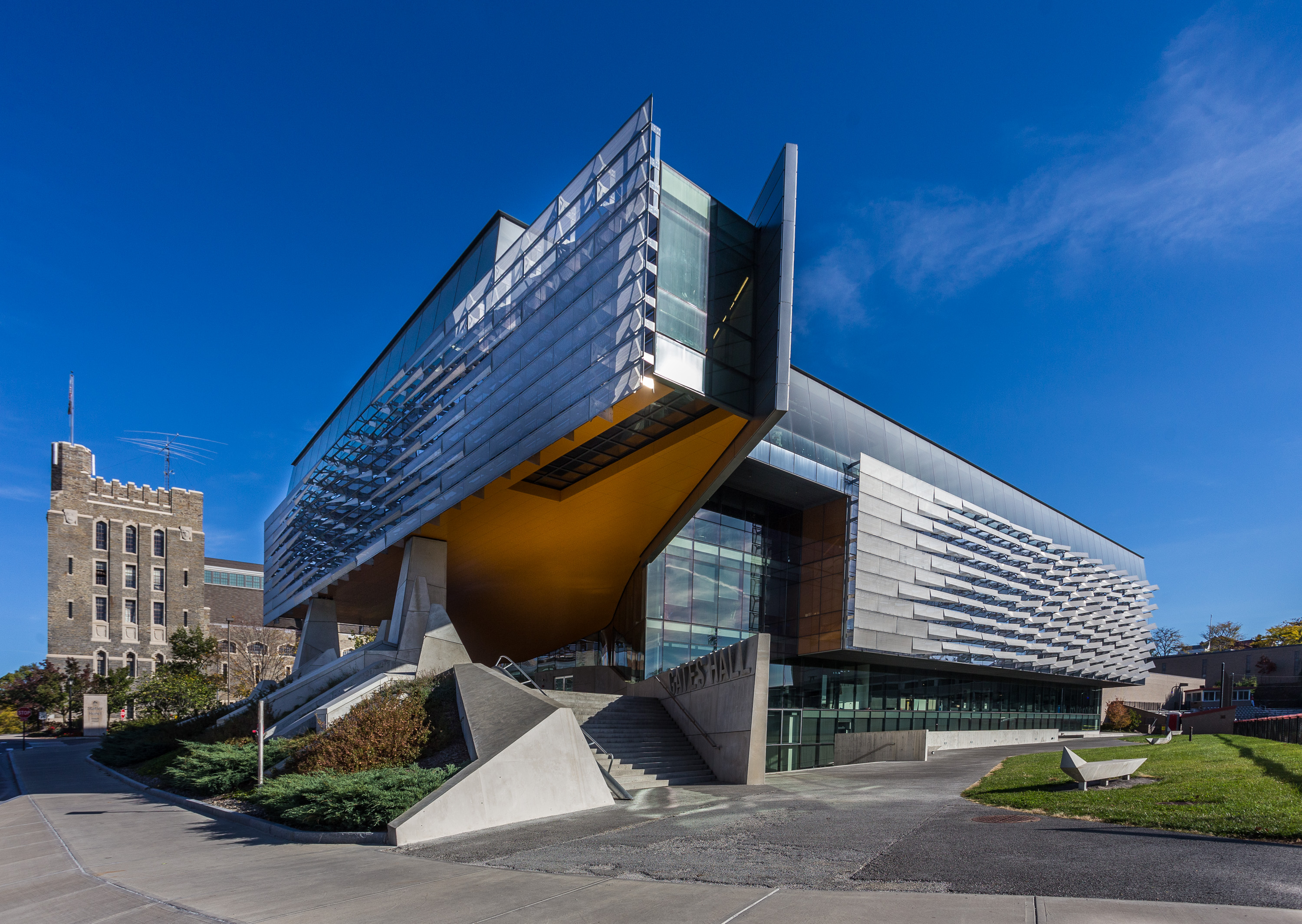
Bill and Melinda Gates Hall, Cornell University

- San Francisco Federal Building, San Francisco, California, 2006
- Wayne L. Morse United States Courthouse, Eugene, Oregon, 2006
- University of Cincinnati Student Recreation Center, Cincinnati, Ohio, 2006
- Hypo Alpe Adria Bank Spa, Tavagnacco, Udine, Italia, 2006
- Science Center School, Los Angeles, California, 2004
- Caltrans District 7 Headquarters, Los Angeles, California, 2004
- Hypo Alpe-Adria Center, Klagenfurt, Austria, 2002
- University of Toronto Graduate House, Toronto, Ontario, Canada, 2000
- Diamond Ranch High School, Pomona, California, 1999
- Sun Tower, Seoul, Korea 1997
- Blades Residence, Santa Barbara, California, 1995
- Salick Healthcare Office Building, Los Angeles, CA, 1991
- Crawford Residence, Montecito, CA, 1990
- Cedar Sinai Comprehensive Cancer Center, Los Angeles, CA, 1988
- 6th Street Residence / Santa Monica, CA, 1988
- Kate Mantilini / Beverly Hills, CA, 1986

### In realizzazione
- New Academic Building, The Cooper Union for the Advancement of Science and Art, New York, New York, 2008
- National Oceanic Atmospheric Administration (NOAA) Satellite Operation Facility, Suitland, MD, 2007
- Phare Tower, La Défense, France (The Lighthouse, "Green" Wind-Powered Office Building, Parigi, Francia, 2012)